# Bolschaja Schirta
Die Bolschaja Schirta (russisch Большая Ширта ‚Große Schirta‘) ist ein rechter Nebenfluss des Tas im äußersten Norden von Westsibirien.
Die Bolschaja Schirta verläuft im Autonomen Kreis der Jamal-Nenzen in einer Sumpflandschaft im Norden des Westsibirischen Tieflands.
Die Bolschaja Schirta hat eine Länge von 306 km. Sie entwässert ein Areal von 10.200 km². 
Der Fluss wird von der Schneeschmelze und vom Regen gespeist.
Im Mittellauf weist die Bolschaja Schirta viele enge Mäander auf.